# Les Cahiers du jeu vidéo

Les Cahiers du jeu vidéo est une série d'ouvrages éditée par les Éditions Pix'n Love qui développent plusieurs thèmes autour du jeu vidéo.

## Livres parus

### La Guerre
- Date de parution : 20 octobre 2008[1]
- Nombre de pages : 172
- Coordinateur éditorial : Tony Fortin

### Le Football
- Date de parution : 1er octobre 2009
- Nombre de pages : 169
- Coordinateur éditorial : William Audureau

### Légendes urbaines
- Date de parution : 15 janvier 2010[1]
- Nombre de pages : 244
- Coordinateur éditorial : Tony Fortin

### Girl Power
- Date de parution : 2 février 2011[1]
- Nombre de pages : 196
- Coordinateur éditorial : Sandra Rieunier-Duval